# .fj
.fj – domena internetowa przypisana od roku 1992 do Fidżi i administrowana przez Uniwersytet Południowego Pacyfiku.

## Domeny drugiego poziomu
- ac.fj
- biz.fj
- com.fj
- info.fj
- mil.fj
- name.fj
- net.fj
- org.fj
- pro.fj